# Lesesozialisation
Die Eltern spielen bei der Lesesozialisation eine entscheidende Rolle, denn die Kinder übernehmen das von ihnen gezeigte Verhalten. Doch auch die außerhalb der Familie liegenden Institutionen (Schule und Freundeskreis) sind für das Leseverhalten verantwortlich. Da die Entwicklung des Lesens in Kindheit und Jugend von Sozialisationsfaktoren beeinflusst wird, untersucht die moderne Leseforschung die Verlaufsformen der „literarischen Sozialisation“. Das individuelle Leseverhalten ist sowohl von inneren (persönlichen) als auch von äußeren (gesellschaftlichen) Faktoren geprägt. Bei der Lesesozialisation lassen sich geschlechtsspezifische Unterschiede anhand des Lesestoffs und der Lesemotivation beobachten.
Lesen ist eine Form des sozialen Handelns, das in den unterschiedlichen Lebensphasen verschiedene Funktionen und Bedeutungen hat. Das spätere Leseverhalten wird schon in der Kindheit geprägt. Diese Prägungen des Leseverhaltens, ob ein Buch nun zur Unterhaltung oder zu der Vermittlung von Wissen genutzt wird, bleiben oft das ganze Leben lang bestehen. Die Bedeutung des Lesens hängt häufig mit der momentanen Lebensphase zusammen.
Es fällt schwer bestimmte Lesertypen anhand des Lesestoffes zu bestimmen, denn der Inhalt eines Buches kann bei den unterschiedlichen Lesern verschiedene Wirkungen verursachen. Die Typisierung des Lesestils sollte durch die Lesefunktion (dient das Buch zu der Aneignung von Wissen oder zur Unterhaltung) geschehen.
Sowohl die Leseintensität als auch die Bedeutung und die Art und Weise des Lesens ändern sich im Laufe des Lebens. Empirisch lassen sich in der Lesesozialisation erworbene Modi des Lesens unterscheiden: das pragmatische instrumentelle Lesen, das intime und das partizipierende Lesen, das Konzeptlesen, das diskursive und das ästhetische Lesen.
Im Unterschied zur Sprache, die von den Kindern in der frühkindlichen Lebensphase eigenständig erlernt wird, muss das Lesen und Schreiben in pädagogischen Einrichtungen vermittelt werden. Anfangs ist für die Kinder das Lesen ein Erfassen von Schriftzeichen, verbunden mit dem Transponieren in die sie bezeichnenden Lautwerte. Das Leseverhalten ändert sich allmählich. Aus dem Erfassen und Aneinanderreihen der Buchstaben werden das Erkennen von ganzen Wörtern und Satzbildern und später die Wahrnehmung von mehreren Wörtern mit einem bestimmten Bedeutungsinhalt.
Nach Abschluss der Schulbildung können aufgrund der Lesefähigkeit verschiedene Leser unterschieden werden: Analphabeten, Nachanalphabeten, Nichtleser, Schlagzeilenleser, sowie selektive, analytische und intensive Leser.